# 폐색호
폐색호(閉塞湖, barrier lake)는 지진이나 화산, 산사태 등으로 인해 강의 흐름이 막혀 생겨난 호수이다. 언색호(堰塞湖)라고도 한다. 함경북도의 삼지언, 장연호 등이 있다. 이 두 호수는 모두 용암에 의해 막혀 이루어졌으며, 관광에 이용되고 있다.